# Tokyo Marui
Tokyo Marui je japonská firma zabývající se vývojem a výrobou airsoftových zbraní, modelů vlaků a RC helikoptér.
Ve světě airsoftu způsobila poprask díky vynálezu tzv. AEG zbraní. V současné době je označována za jednu z nejprestižnějších firem zabývající se tímto odvětvím a produkuje velké množství jednotlivých modelů airsoftových zbraní.